# Ectropothecium sydneyense
Ectropothecium sydneyense är en bladmossart som beskrevs av Hugh Neville Dixon 1948. Ectropothecium sydneyense ingår i släktet Ectropothecium och familjen Hypnaceae. Inga underarter finns listade i Catalogue of Life.